# Lista dos pontos mais altos dos países sul-americanos

Mapa topográfico da América do Sul

Este artigo lista a maior elevação natural de cada estado soberano no continente da América do Sul, definida geograficamente .
| Rank | País                                               | Ponto mais alto      | Elevação                |
| ---- | -------------------------------------------------- | -------------------- | ----------------------- |
| 1    | Argentina                                          | Aconcágua            | 6 962 metros            |
| 2    | Chile                                              | Ojos del Salado      | 6 893 metros            |
| 3    | Peru                                               | Huascarán            | 6 768 metros            |
| 4    | Bolivia                                            | Nevado Sajama        | 6 542 metros            |
| 5    | Equador                                            | Chimborazo           | 6 267 metros            |
| 6    | Colômbia                                           | Pico Cristóbal Colón | 5 775 metros            |
| 7    | Venezuela                                          | Pico Bolívar         | 4 981 metros            |
| 8    | Brasil                                             | Pico da Neblina      | 2 995                   |
| 9    | Argentina (Ilhas Geórgia do Sul e Sandwich do Sul) | Mount Paget          | 2 934 metros (9 626 pé) |
| 10   | Guiana                                             | Monte Roraima        | 2 772 metros (9 094 pé) |
| 11   | Suriname                                           | Julianatop           | 1 230 metros (4 035 pé) |
| 12   |                                                    | Bellevue de l'Inini  | 851 metros              |
| 13   | Paraguai                                           | Cerro Peró           | 842 metros (2 762 pé)   |
| 14   | Uruguai                                            | Cerro Catedral       | 514 metros (1 686 pé)   |